# 담뽀뽀
담뽀뽀(タンポポ: Tampopo, Dandelion)는 일본에서 제작된 이타미 주조 감독의 1986년 코미디, 드라마 영화이다. 야마자키 츠토무 등이 주연으로 출연하였고 호소고에 세이고 등이 제작에 참여하였다.

## 출연

### 주연
- 야마자키 츠토무
- 미야모토 노부코
- 야쿠쇼 코지

### 조연
- 아베 마리오
- 하시즈메 이사오
- 이쿠치 맘페이
- 카토 토시무네